# Törne (adelsätt)
Törne var en svensk adelsätt. Den upphörde 1739.
Ättens äldsta kända anfader var tullskrivaren Nils Larsson (död 1589) i Stockholm, vars hustru enligt Anreps ättartavlor var Ingrid Slatte vars mor var en Kyle, vilka även är stamfader och stammoder för ätterna von Törne, Törnflycht, Törnebladh och Törnstierna. Deras son Olof Nilsson (död 1652) var borgmästare i Stockholm, assessor i Svea hovrätt och häradshövding. Namnledet "Törne-" kom in i släkten med hans hustru Barbara Törne, vars efternamn dessas barn valde att använda.
De föregående makarnas son Hans Olofsson Törne var rådman och borgmästare i Stockholm samt preses i Politiaekollegium. Hans första hustru, Christina Hising, tillhörde släkten Hising och var en släkting till ärkebiskop Petrus Kenicius. Hans andra hustru var Ingrid Carlsdotter Ekenbom.
En son i andra äktenskapet, kamreren i Kammarkollegiet Lorentz Hansson Törne (död 1739) adlades den 15 juni 1698 med bibehållet namn och introducerades på Riddarhuset 1719 med ättenummer 1419. Som Lorentz Törnes samtliga barn (med Maria von Boij) avled före sin far slöt denne själv sin ätt 1739.